# Rimske Toplice
Rimske Toplice (deutsch: Römerbad) ist eine Ortschaft der Gemeinde Laško in der slowenischen historischen Landschaft Štajerska (Untersteiermark). Der Ort liegt um die 240 Meter über dem Meeresspiegel im Tal der Savinja zwischen der Stadt Laško und Zidani Most und ist von bewaldeten Bergen umgeben. Der bekannte slowenische Dichter Anton Aškerc wurde hier geboren.

## Thermalquellen
Bekannt ist Rimske Toplice für seine Heilquellen, die schon von den Römern geschätzt wurden, wie der Name andeutet. Schon vor mehr als 2.000 Jahren legten sie hier die ersten Becken an. Erstmals erwähnt wurden die Quellen 1486, aber erst 1840 wurden sie zu modernen Thermen ausgebaut, nachdem die Frau des Triester Kaufmanns Gustav Adolf Uhlich, Amalia, durch das schwach radioaktive Wasser geheilt werden konnte. Mit der Eröffnung der Bahnstrecke Spielfeld-Straß–Trieste 1848 besuchten immer mehr Gäste die Thermen, v. a. wohlhabendere Leute aus Triest, Ungarn und Zagreb. 

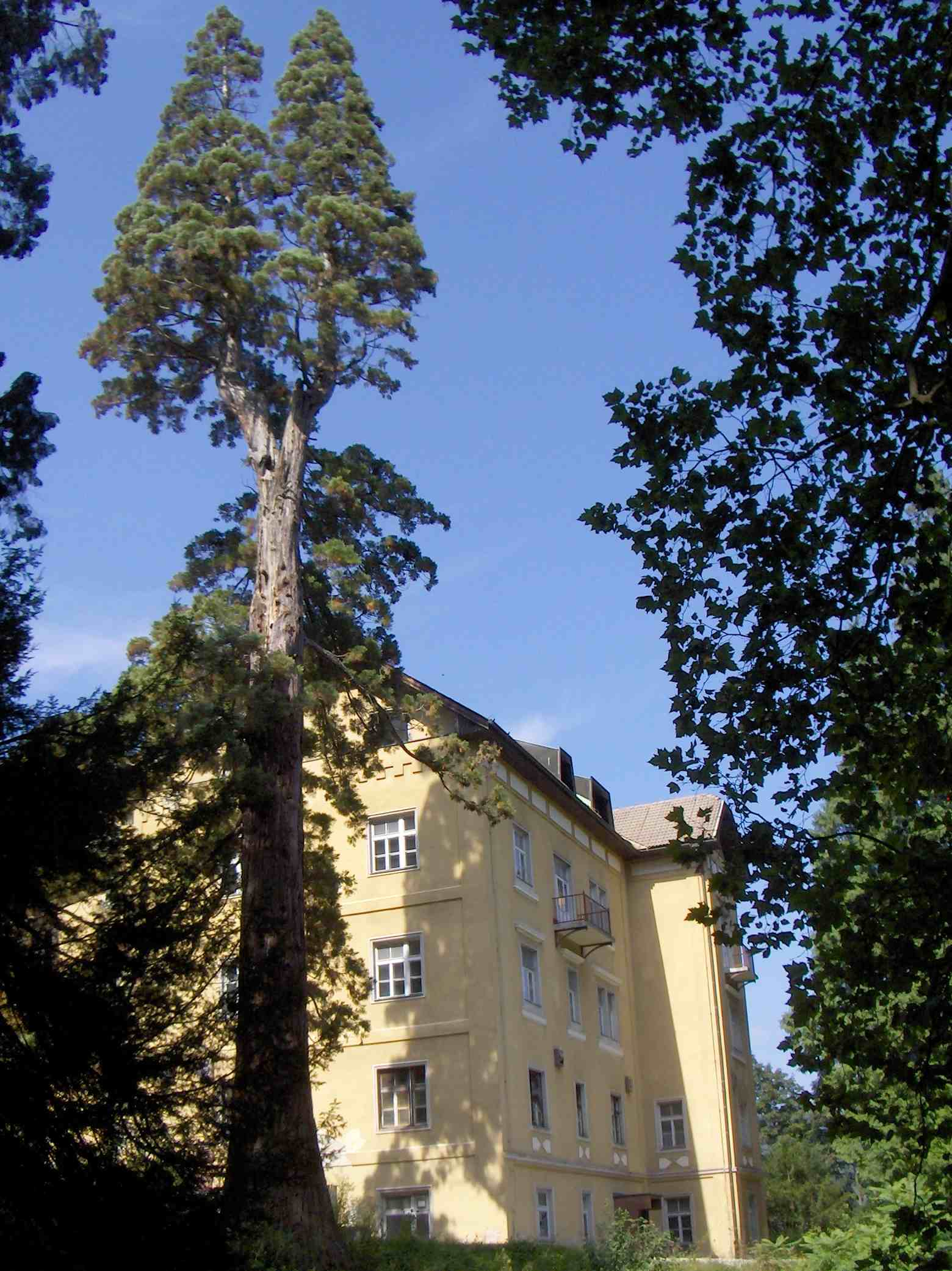
Therme mit exotischem Baum im Jahre 2005
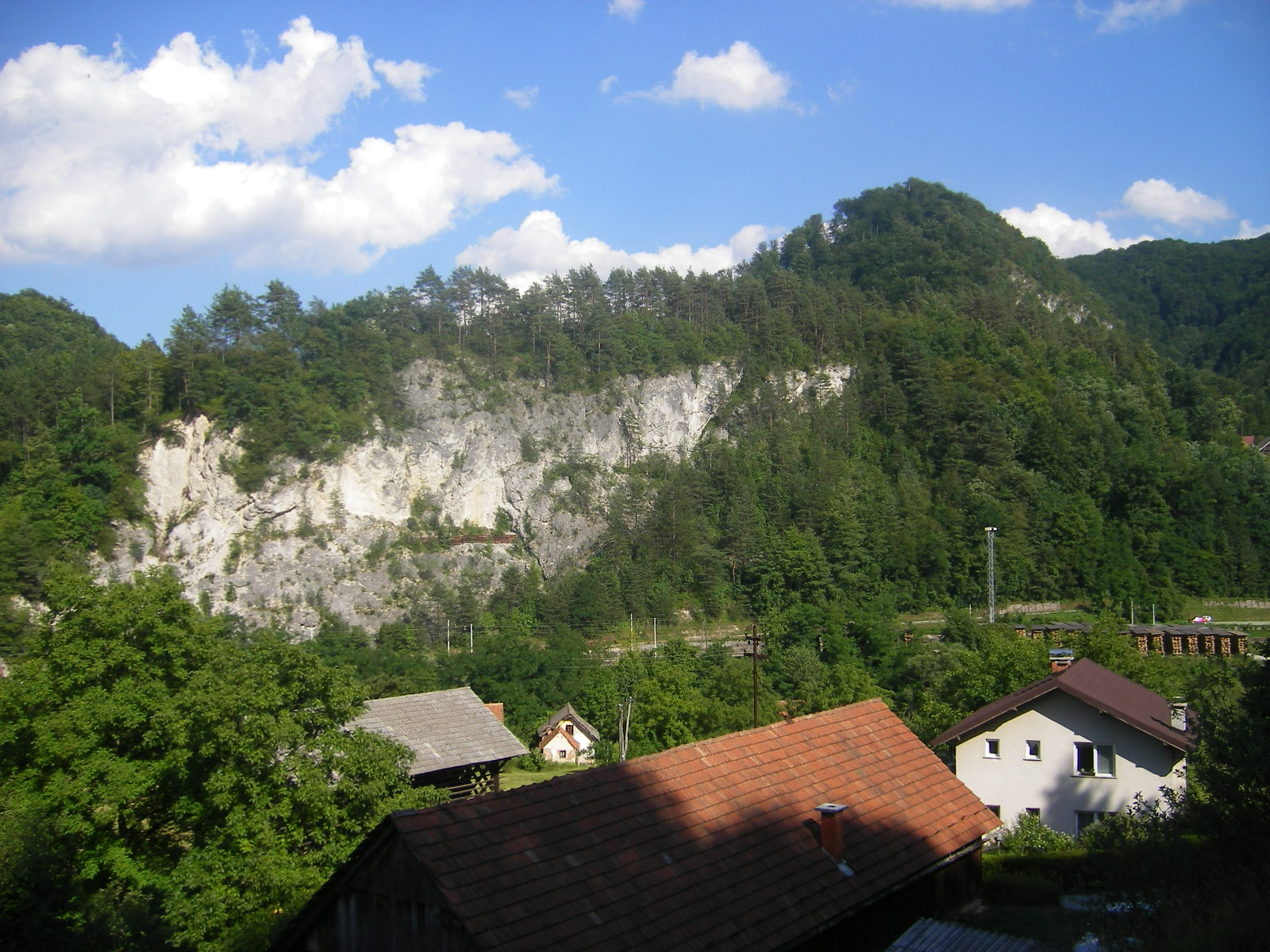
Blick ins Savinja-Tal
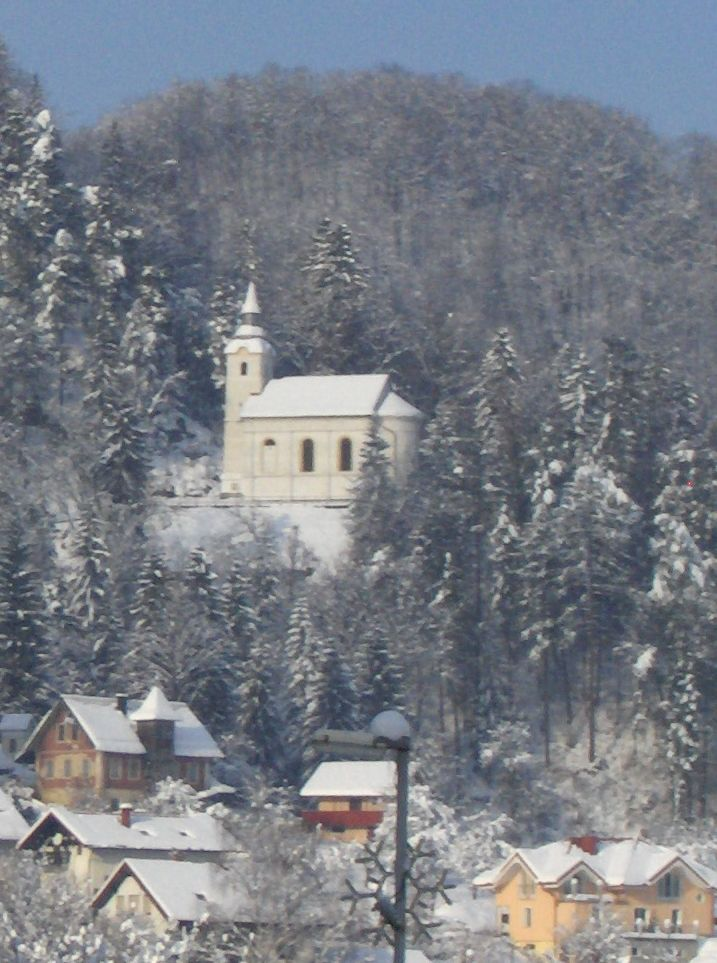
Rimske Toplice im Winter